# Spansk-normandisk häst
Den spansk-normandiska hästen är en ny hästras som avlats fram i USA för att återskapa en typ av häst som liknar de gamla stridshästarna som användes i Europa under medeltiden. Aveln av dessa hästar påbörjades så sent som 1991 genom att korsa franska Percheronhästar med spanska Andalusier. Rasen är fortfarande ganska ovanlig och används främst inom olika shower och vid medeltidsuppvisningar, men även till nöjesridning och ridsport. Den spansk-normandiska hästen har visat sig vara utmärkt inom dressyren. 

## Historia
Forskning har visat att de tunga normandiska stridshästarna som de franska riddarna använde sig av hade utvecklats med hjälp av den välkända spanska hästen. Dessa normandiska hästar korsades även ut med orientaliska Berberhästar som förts till Spanien och Portugal med morerna under den invasion som påbörjades under 700-talet. Genom de moriska hästarna utvecklades både den franska Percheronhästen och den spanska Andalusiern. Gemensamma genetiska markörer har hittats hos båda dessa två raser, även om Percheronen är en tyngre kallblodshäst, medan Andalusiern är en lättare varmblodshäst. Genom att korsa Percheron med Andalusier får man alltså fram en häst som liknar de gamla normandiska hästarna i typ och utseende. 
Under senare medeltid så förlorade morerna land i Europa när de spanska och franska riddarna återtog sin mark och drev bort morerna. Riddarna tog vara på de orientaliska hästarna och fortsatte att avla nobla kavallerihästar. Men precis som många anda medeltida hästar försvann de när hästaveln började utvecklas i Europa och de normandiska och spanska hästarna fick ge plats åt andra lättare hästraser, framförallt när militärer började använda sig av skjutvapen och inte krävde lika mycket rustning medan de red. Många av de tyngre hästarna användes istället för att utveckla arbetshästar och tyngre kallblod. 
Även om korsningar mellan Percheron och Andalusier inte är en ny företeelse så påbörjades inte aveln av dessa hästar som egen ras förrän 1991. Initiativet till den spansk-normandiska hästen som egen ras togs av Allan och Linda Osterman-Hamid i Woodbury, Connecticut. Paret Osterman-Hamid är ägare till farmen Hamid Hill Farm Ltd, där de hade egen uppfödning av hästar. Målet var att återuppavla de gamla stridshästarna som var oumbärliga under medeltiden. 1991 startade de föreningen "Spanish-Norman Horse Registry" för att registrera dessa korsningar. 1992 registrerade de sin egen uppfödning, hingsten Romantico H.H.F, en 165 cm hög gråskimmel som blev stamfadern för rasen. Romanticos son Embajador XI blev den andra stamhingsten att registreras. 
Idag är rasen fortfarande ganska ovanlig, men rasen växer snabbt och har idag lite över 100 registrerade andalusiska avelshingstar i USA, Kanada och Tyskland, och framavlade korsningar har även exporterats till Frankrike. 

## Egenskaper
Den spansk-normandiska hästen har avlats upp för att likna de nobla stridshästarna i medeltida Europa och är därför en robust och ganska stor häst som är stark och ger ett kraftfullt intryck. Ögonen är stora och uttrycksfulla. Nacken är lång och lätt böjd, ett arv från Andalusiern. Benen är korta men starka och ryggen kort. Mankhöjden ligger på ca 155-170 cm. Den vanligaste färgen är skimmel, men även svart eller brunt förekommer. 
Då hästarna ska vara så lika de gamla stridshästarna som möjligt är aveln baserad på att få fram lugna och arbetsvilliga hästar. Idag är de vanligast att se som uppvisningshästar, framförallt i olika shower och medeltidsuppvisningar, samt inom barockridning, . Hästarna används bland annat inom tornerspel. Men de har även blivit populära som ridhästar och även inom ridsporten, då främst inom dressyren. På grund av hästarnas kraftfulla utseende har de även blivit populära som körhästar. 
För att bli registrerad som en Spansk-normandisk häst måste hästen ha minst 50 % andalusiskt blod. Spansk-normandiska hästar kan även registreras som Half-Andalusians i "International Andalusian and Lusitano Horse Association" (IALHA). De kan då delta i speciella klasser som anordnas av IALHA för att tjäna poäng. "Spanish-Norman Horse Registry" belönar även de spansk-normandiska hästar som nått högst poäng i dessa tävlingar.   Ett annat krav för registrering är att den andra föräldern som är Percheron, måste vara registrerad i den amerikanska eller kanadensiska föreningen för sin ras. 